# Tyskie

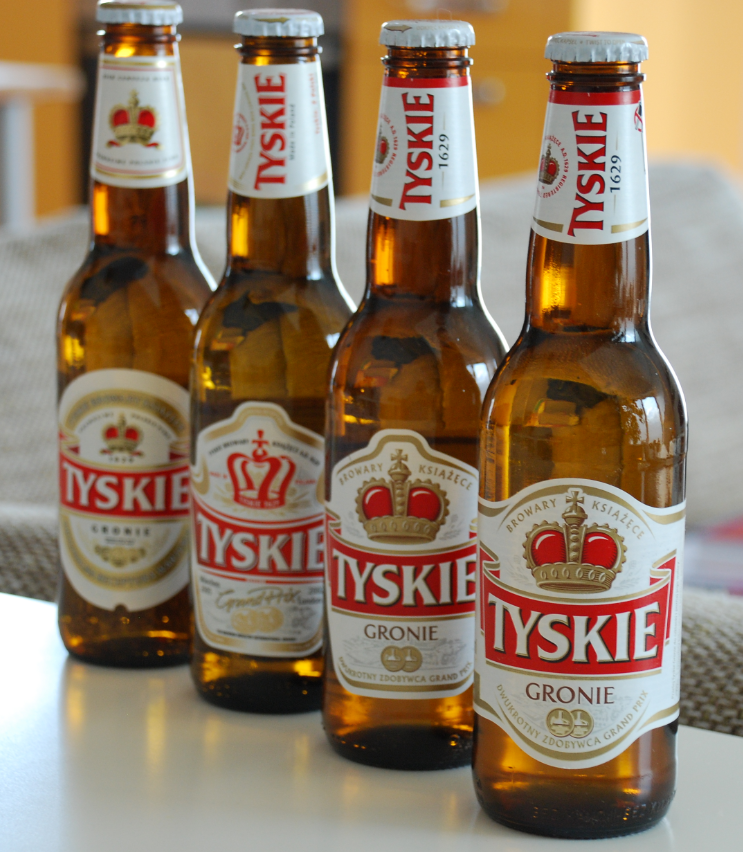
Diseño anterior y actual de la botella de cerveza Tyskie Gronie pale-lager.

Tyskie es una marca polaca de cerveza producida por Tyskie Browary Książęce en la ciudad polaca de Tychy. Esta empresa que pertenece a Kompania Piwowarska (la más grande en Polonia desde 1999), que a su vez fue adquirida en 1996 (al igual que la cerveza Lech) por SABMiller, una de las mayores cerveceras del mundo. Tyskie es una de las cervezas polacas más populares copando el 16% del mercado nacional. Tyskie ha conseguido varias distinciones de los "The Brewing Industry International Awards".

## Modelos
- Tyskie Gronie – es de tipo pils con un 5,6% de alcohol y 11,7% de extracto primitivo.
- Tyskie Książęce – es más bien tipo lager que la tradicional pils con un 5,7% de alcohol y 12% de extracto primitivo